# Izcalli

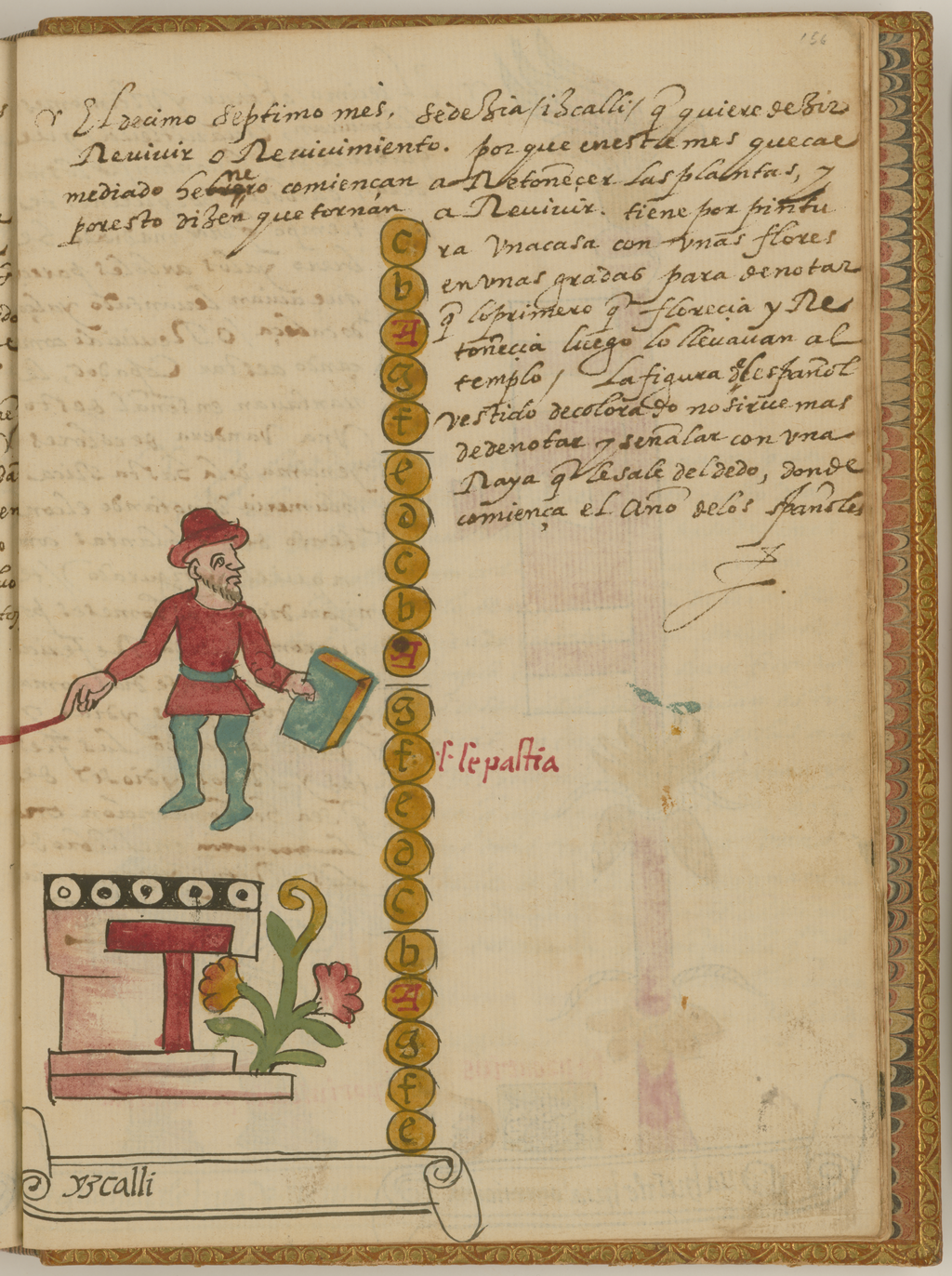
Izcalli, o Renascimento, o 18º mês do calendário solar asteca.

Izcalli é o décimo oitavo e último mês do calendário asteca. É também um festival na religião asteca, a divindade principal é Xiuhtecuhtl, o Deus fogo e as pessoas antigas são honradas este mês e é conhecida como Mês do Renascimento.